# Grallaire naine
Grallaricula nana
Espèce
Statut de conservation UICN

 LC  : Préoccupation mineure
La Grallaire naine (Grallaricula nana) est une espèce d'oiseaux de la famille des Grallariidae.

## Description
L'adulte type mesure environ 12 cm pour un poids de 18 g à 24 g (pour les mâles) et le dimorphisme sexuel est peu prononcé.

## Répartition et habitat
Cet oiseau est répandu à travers le nord de la cordillère des Andes, avec une sous-espèce (G. n. kukenamensis) présente à travers les tepuys du Venezuela et de l'ouest du Guyana.
Son habitat naturel est subtropical, des forêts tropicales humides d'altitude.

## Liste des sous-espèces

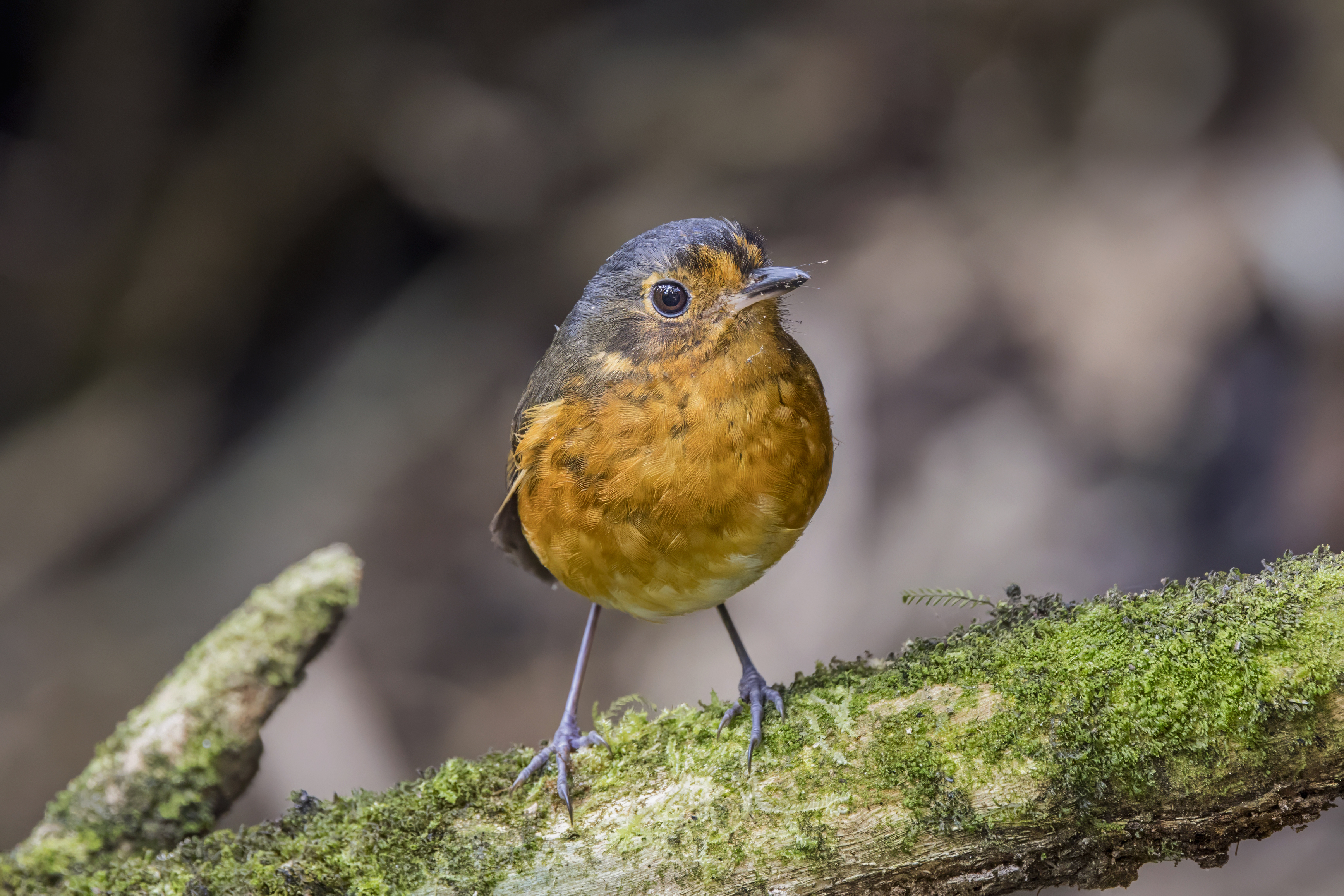
Grallaricula nana occidentalis vers Manizales, Colombie. Aout 2023.

Selon le Congrès ornithologique international :
- sous-espèce Grallaricula nana hallsi T.M.Donegan, 2008
- sous-espèce Grallaricula nana kukenamensis Chubb, 1918
- sous-espèce Grallaricula nana nana (Lafresnaye, 1842)
- sous-espèce Grallaricula nana nanitaea T.M.Donegan, 2008
- sous-espèce Grallaricula nana occidentalis Todd, 1927
- sous-espèce Grallaricula nana olivascens Hellmayr, 1917